# Thierno Baldé
Thierno Baldé, né le 10 juin 2002 à Villeneuve-Saint-Georges en France, est un footballeur français qui évolue au poste d'arrière droit à l'ESTAC Troyes.

## Biographie

### En club
Né à Villeneuve-Saint-Georges en France, Thierno Baldé est formé au Paris SG. Il signe son premier contrat professionnel le 30 juin 2020. 
Le 13 juillet 2021, Baldé est prêté à Le Havre AC, afin qu'il gagne en temps de jeu et puisse s'aguerrir,. C'est avec ce club qu'il joue son premier match en professionnel, le 14 août 2021, lors de la saison 2020-2021 de Ligue 2, contre le Rodez AF. Il est titularisé et les deux équipes se neutralisent (0-0 score final). Il s'impose au Havre, étant l'une des révélations du club cette saison-là.
Le 9 août 2022, Thierno Baldé quitte définitivement le Paris Saint-Germain afin de s'engager en faveur de l'ESTAC Troyes. Il signe un contrat de cinq ans avec le club aubois.

### En sélection
Depuis 2021, Thierno Baldé représente l'équipe de France des moins de 20 ans.
Le 31 août 2023, Thierno Baldé est convoqué pour la première fois avec l'équipe de France espoirs, pour la première liste du nouveau sélectionneur Thierry Henry,. Il joue son premier match avec les bleuets lors de ce rassemblement, le 7 septembre 2023 contre le Danemark. Il entre en jeu et son équipe l'emporte par quatre buts à un.

## Vie privée
Thierno Baldé est originaire de la Guinée par son père, et du Cap-Vert et Sénégal par sa mère,.

## Statistiques
| Saison                | Club                  | Championnat           | Championnat | Championnat | Championnat | Coupe(s) nationale(s) | Coupe(s) nationale(s) | Coupe(s) nationale(s) | Supercoupe | Supercoupe | Supercoupe | Compétition(s) continentale(s) | Compétition(s) continentale(s) | Compétition(s) continentale(s) | Compétition(s) continentale(s) | Total | Total | Total |
| Saison                | Club                  | Division              | M.          | B.          | P.d.        | M.                    | B.                    | P.d.                  | M.         | B.         | P.d.       | Comp.                          | M.                             | B.                             | P.d.                           | M.    | B.    | P.d.  |
| 2021-2022             | Le Havre AC (prêt)    | Ligue 2               | 31          | 0           | 0           | 0                     | 0                     | 0                     | -          | -          | -          | -                              | -                              | -                              | -                              | 31    | 0     | 0     |
| Sous-total            | Sous-total            | Sous-total            | 31          | 0           | 0           | 0                     | 0                     | 0                     | -          | -          | -          | -                              | -                              | -                              | -                              | 31    | 0     | 0     |
| 2022-2023             | ES Troyes AC          | Ligue 1               | 31          | 0           | 2           | -                     | -                     | -                     | -          | -          | -          | -                              | -                              | -                              | -                              | 31    | 0     | 2     |
| 2023-2024             | ES Troyes AC          | Ligue 2               | 9           | 0           | 0           | -                     | -                     | -                     | -          | -          | -          | -                              | -                              | -                              | -                              | 9     | 0     | 0     |
| Sous-total            | Sous-total            | Sous-total            | 40          | 0           | 2           | -                     | -                     | -                     | -          | -          | -          | -                              | -                              | -                              | -                              | 40    | 0     | 2     |
| Total sur la carrière | Total sur la carrière | Total sur la carrière | 71          | 0           | 2           | 0                     | 0                     | 0                     | -          | -          | -          | -                              | -                              | -                              | -                              | 71    | 0     | 2     |